# Eaux profondes
Eaux profondes is een Franse film van Michel Deville die werd uitgebracht in 1981.
Het scenario is gebaseerd op de roman Deep Water (1957) van Patricia Highsmith.

## Samenvatting
Mélanie en de oudere Vic leven samen op het eiland Jersey. Mélanie raakt opgewonden door te flirten met mannen die ze mee naar huis brengt. Ogenschijnlijk geniet Vic al evenzeer bij het aanschouwen van het gestoei van zijn nymfomane vrouw. Hij blijft er rustig en onbewogen bij en toont niet de minste jaloersheid. Hij maakt er echter een spelletje van de minnaars af te schrikken en hen uit Mélanie's buurt te verdrijven, zeker als die hem niet aanstaan. Zijn verdraagzaamheid zal op zijn grenzen stoten.

## Rolverdeling
| Acteur                 | Personage     |
| ---------------------- | ------------- |
| Isabelle Huppert       | Mélanie       |
| Jean-Louis Trintignant | Vic           |
| Sandrine Kljajic       | Marion Allen  |
| Philippe Clévenot      | Henri Valette |
| Robin Renucci          | Ralph         |
| Christian Benedetti    | Carlo         |
| Jean-Michel Dupuis     | Philip Cowan  |
| Bruce Myers            | Tony Cameron  |
| Éric Frey              | Denis Miller  |
| Jean-Luc Moreau        | Joël          |
| Bertrand Bonvoisin     | Carpentier    |